# Magister officiorum

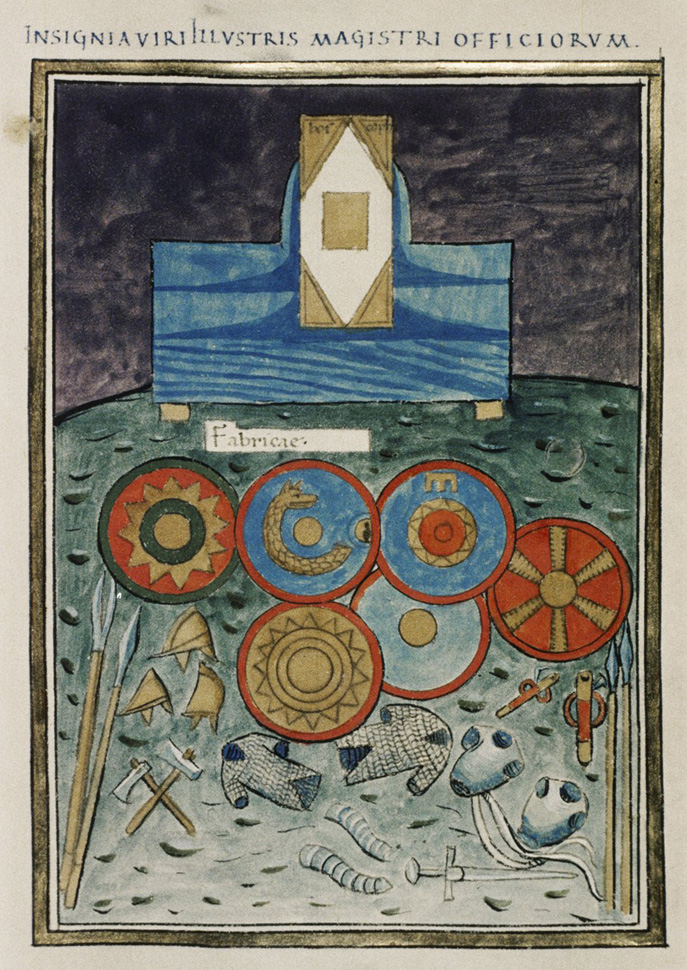
Insygnia urzędu magister officiorum przedstawione w Notitia Dignitatum

Magister officiorum (łac. mistrz urzędów) – ważny urząd dworski w późnym cesarstwie rzymskim i wczesnym Bizancjum, po raz pierwszy poświadczony za czasów Konstantyna Wielkiego. Piastująca go osoba zaliczana była do grona Illustres - najbardziej uprzywilejowanej grupy elity rządzącej, składającej się z najbliższych współpracowników cesarza. Magister oficjów był szefem wszystkich kancelarii cesarskich, a także był odpowiedzialny za osobiste bezpieczeństwo władcy. Sprawował kontrolę nad całą administracją za pomocą sił policyjnych, tzw. agentes in rebus (działających w sprawach) - specjalnych cesarskich kurierów.